# Hallesismo
Lo hallesismo è una teoria economica elaborata dal ragioniere genovese Agostino Maria Trucco, in seguito ad una visita ai mercati dell'alimentazione (Les Halles) di Parigi, avvenuta nel 1893.

## L'intento di Trucco
Trucco, assistendo allo svolgimento delle operazioni di vendita perfettamente organizzate del mercato, ebbe l'idea di estendere una simile struttura agli scambi internazionali, attraverso la costituzione di una organizzazione commerciale internazionale. Questa organizzazione, o "Ente Universale" avrebbe razionalizzato le operazioni di compravendita, producendo grandi benefici per tutti:
- i venditori avrebbero ottenuto la vendita delle loro merci alle migliori condizioni, non dovendosi più affidare ad una miriade di intermediari commerciali;
- gli acquirenti avrebbero guadagnato la possibilità di conoscere con certezza il prezzo delle merci e di confrontare merci simili di diversa provenienza.

## Lohallise la Fondazione Hallesint
Mentre si dedicava alla realizzazione del suo progetto, Trucco si rese conto che occorreva prima risolvere un problema a monte: per garantire la confrontabilità dei prezzi delle merci, sia nello spazio (tra diverse nazioni), che nel tempo, era necessario assicurare la stabilità del valore della moneta. Ebbe quindi l'idea di creare una unità monetaria unificatrice e stabile nel tempo, capace di regolare gli scambi commerciali, chiamata hallis.
La Fondazione Universale Hallesint avrebbe avuto il compito di emettere assegni e cartelle espressi in hallis, con lo scopo rispettivamente di essere usati come mezzo di pagamento internazionale, in luogo della valuta estera o dell'oro (gli assegni) e di attuare una sorta di "polizza di assicurazione del risparmio" (le cartelle).
Tramite un sistema di camere di compensazione si sarebbe garantita la disponibilità di assegni per le nazioni la cui economia fosse in fase di sviluppo e quindi bisognose di grandi quantità di importazioni, ottenendo al contempo il vantaggio di fornire alle nazioni esportatrici tutti gli sbocchi necessari per le proprie merci.
L'investimento in cartelle, che al contrario degli assegni sono rimborsabili soltanto nella nazione e nella valuta in cui sono state emesse, sarebbe stato utilizzato dalla F.U.H. per investimenti produttivi frazionati in tutto il mondo e in tutti i settori produttivi, riducendo perciò al minimo i rischi dell'investimento.